# いいやつみつけた
「いいやつみつけた」は、イギリス・アメリカ合衆国などの英語圏で広く知られるわらべ歌「Pop Goes the Weasel」に日本語の歌詞を施した楽曲。
本項では、原曲および同じ曲に別の日本語歌詞をつけた楽曲も解説する。

## 英語原曲
原曲はイギリス民謡「Pop Goes the Weasel」。一番は共通しており、さらに2番、3番が追加される。またアレンジも存在し、イタチとサルの歌等である。
Half a pound of tuppenny rice,

Half a pound of treacle.

That's the way the money goes,

Pop! goes the weasel.
原曲の歴史は、18世紀にまで遡る。ロンドンの労働者階級で話される英語コックニーから来ており、Pop は Pawn（物品を預けて金にする（質草にする））のスラングであり、weaselは貧乏人が良く着用するイタチの毛皮を使ったコートに由来する。そのコートは、Sunday Best（よそ行き）であり、日曜の前に質から出し、使い終わって月曜に質入れした。このことから、一番の歌詞に当てはめると、「食事に金を使い、コートを質入れ」といった意味になる。18世紀の歌詞には続きがあり、「ロンドンの（音楽ホールがある）居酒屋 The Eagle に金を支払い、コートを質入れ」と言った意味の歌詞である。
原曲は『ロンパールーム』（日本テレビ系列）のテーマ曲に起用されたほか、日本コロムビアの子供向け楽曲のアルバムに「いたちがぴょんとはねてでる!」の邦題で収録されることがある。
また、The Wonder Choirの歌唱、田邊和子の監修による英語学習CD『歌って遊べる英語のうた ゆかいな牧場(どうぶつ)』（2000年10月21日発売）には「パッといたち」の邦題で収録され、佐藤允彦トリオの演奏による子供向け楽曲のジャズアレンジアルバム『童心戯楽』（2014年7月18日発売）では「ぴょんっとイタチ」の邦題で収録されている。

## 日本語訳詞

### いいやつみつけた
日本語版「いいやつみつけた」は、阪田寛夫の訳詞による。歌詞の登場動物はイタチとニワトリ（メンドリ）に変えられている。また歌詞の「ピョン! こいつぁいいぞ」は、恐らく原曲の歌詞にもある「Pop Goes the Weasel」の語呂合わせと思われる。内容は裏畑でイタチとニワトリがお互いを見て、イタチはニワトリを「晩飯にしよう」、ニワトリはイタチを「襟巻きやチョッキにしよう」と企み、近付いた途端、双方は仲良しになってしまうという、意表をついた展開となっている。
荒谷俊治の編曲、ダークダックスの歌で1965年6月にNHKの『みんなのうた』で紹介された。また、同じくNHKの『歌のメリーゴーラウンド』でも放送された。
水星社の楽譜集「みんなのうた 第5巻」には楽譜のほか、柳原良平と亀井武彦の共同製作によるアニメ映像の一部が収録されている。
『みんなのうた』での再放送は1966年8月の1回のみ。しかし2016年12月の時点で映像、音声ともに残っておらずそれ以降は再放送されていない。

#### 録音した歌手
- モモ
世界文化社『ドレミファブック 10』（LP）収録。CDでは『ドレミファCDブック 3』ISBN 9784418041145（2004年発売）に収録
- 小鳩くるみ
ビクターエンタテインメント『世界のこどものうた1〜イギリス・アメリカ編』VICG-58161（1995年発売）収録
- 歌手名不詳
キングレコード『歌のメリーゴーラウンド(2)』SKK(H)-109（1965年発売）（同LPでは曲ごとの歌手・演奏者の明示なし）

### サバンナジャングルダンス
その他の日本語訳詞としては、わだことみによる日本語訳詞「サバンナジャングルダンス」がある。2009年発売のCD『アンパンマンとはじめよう!お歌と体操』、DVD『アンパンマンとはじめよう!お歌と体操編 まねっこダンス』に収録。編曲：近藤浩章、歌：ドリーミング。歌詞にはライオンやシマウマなどが登場する。

## 著作権
日本音楽著作権協会（JASRAC）によると、原曲であるイギリス民謡の作詞・作曲の著作権は消滅している。ただし、「いいやつみつけた」の訳詞者・阪田寛夫は2005年没、「サバンナジャングルダンス」の訳詞者・わだことみは2018年時点で存命であるため、その分に関する著作権は有効である。